# Koen van de Laak
Koen Marinus Adrianus van de Laak (ur. 3 września 1982 w Vught) – holenderski piłkarz występujący na pozycji pomocnika.

## Kariera
Van de Laak profesjonalną karierę rozpoczynał w drugoligowym FC Den Bosch. W jego barwach zadebiutował 4 listopada 2000 w wygranym 3-0 ligowym pojedynku z Helmond Sport. W tamtym spotkaniu strzelił także dwa gole, które były jego pierwszymi w zawodowej karierze. Od tego czasu był podstawowym graczem jedenastki Den Bosch. Na koniec debiutanckiego sezonu van de Laak zajął z klubem pierwsze miejsce w lidze i awansował z nim do ekstraklasy. W Eredivisie pierwszy występ zanotował 18 sierpnia 2001 w bezbramkowo zremisowanym ligowym meczu z SC Heerenveen. Na zakończenie sezonu uplasował się z klubem na szesnastej pozycji w lidze i po przegranych barażach powrócił z nim do drugiej ligi. Spędził tam jeszcze dwa sezony. Łącznie w barwach FC Den Bosch spędził pięć sezonów. W tym czasie rozegrał tam 143 spotkania i zdobył 43 bramki.
Latem 2005 odszedł do pierwszoligowego FC Groningen. Zadebiutował tam 21 sierpnia 2005 w przegranym 1-2 ligowym spotkaniu z RKC Waalwijk. Tydzień później zdobył pierwszą bramkę w trakcie gry w Eredivisie. Było to przegranym 1-2 meczu z Heraclesem Almelo. W sezonach 2006/2007 oraz 2007/2008 grał z klubem w Pucharze UEFA, jednak w obu przypadkach kończył z nim go już na pierwszej rundzie.